# Silvana Nappi
Silvana Nappi (San Gennaro Vesuviano, 5 dicembre 1952) è una politica italiana, deputata per il Movimento 5 Stelle nella XVIII legislatura.

## Biografia
Di professione medico specializzata in anestesia e rianimazione, si candida con il Movimento 5 Stelle alla Camera dei deputati per il collegio uninominale di Nola della circoscrizione Campania 1 in vista delle elezioni politiche del 2018 venendo eletta con il 48% dei voti.
Dal 21 giugno 2018 diventa membro della Commissione parlamentare per gli affari sociali.